# Poprowały
Poprowały (lit. Papravalė) – wieś na Litwie, w okręgu uciańskim, w rejonie ignalińskim, w gminie Ignalino.

## Historia
W czasach zaborów wieś w okręgu wiejskim Perweniszki, w gminie Zabłociszki, w powiecie święciańskim, w guberni wileńskiej Imperium Rosyjskiego. W 1866 roku miała 26 mieszkańców w 3 domach, należała do dóbr Perweniszki, własność Ertelów. W 1905 roku liczyła 50 mieszkańców, 87 dziesięcin.
W dwudziestoleciu międzywojennym zaścianek leżał w Polsce, w województwie wileńskim, w powiecie święciańskim, w gminie Kołtyniany.
W 1931 w 9 domach zamieszkiwało 56 osób.
Miejscowość należała do parafii rzymskokatolickiej w Połuszy. Podlegała pod Sąd Grodzki w Święcianach i Okręgowy w Wilnie; właściwy urząd pocztowy mieścił się w Ignalinie.
Od 1945 roku w Litewskiej Socjalistycznej Republice Radzieckiej.
Od 1990 na niepodległej Litwie.